# John Kotter
 John Paul Kotter, född 25 februari 1947 i San Diego, USA, är en amerikansk professor emeritus och managementkonsult. Han har i huvudsak forskat i organisationsteori och förändringsledning vid Harvarduniversitetet. 
Efter en amerikansk kandidatexamen ( BSc.) från MIT och en masterexamen från MIT Sloan School of Management 1970 doktorerade han vid Harvard inom företagsekonomi år 1972. Efter disputation var han verksam vid Harvard (fram till 2001). Från 2008 har han varit aktiv i en konsultfirma som tillämpar den teoribildning Kotter gett upphov till inom bland annat ledarskap. Kotter har haft mycket stort genomslag inom ledarskapsutbildning, vilket bland annat visas av att Business Week rankade honom som den främsta "Leadership guru" 2001. 